# Picea lutzii
Picea lutzii là một loài thực vật hạt trần trong họ Thông. Loài này được Little miêu tả khoa học đầu tiên năm 1953.